# Carol Marcus (Star Trek)
Carol Marcus est un personnage de l'univers Star Trek, apparaissant dans le deuxième film Star Trek 2 : La Colère de Khan, interprété par Bibi Besch, puis dans le douzième film Star Trek Into Darkness, interprété par Alice Eve.